# Козирі (Логойський район)
Козирі (біл. вёска Козыры) — село в складі Логойського району Мінської області, Білорусь. Село підпорядковане Гайнинській сільській раді і розташоване в північній частині області.